# Communauté d'agglomération Saint Germain Boucles de Seine
La communauté d'agglomération Saint Germain Boucles de Seine (CASGBS) est une structure intercommunale française située dans les départements des Yvelines et du Val-d'Oise, en région Île-de-France.

## Histoire
En 2014, dans le cadre de la mise en œuvre de la loi MAPAM, le préfet de la région d'Île-de-France avait saisi la commission départementale de coopération intercommunale d'un projet tendant à ce que les 41 EPCI de grande couronne ayant leur siège dans l'unité urbaine de Paris voient leur nombre réduit à 11, la population moyenne de ces EPCI passant d'un peu moins de 95 000 habitants, à près de 350 000.
Ce projet consistait notamment à fusionner :
- la communauté d'agglomération de la Boucle de la Seine ;
- la communauté d'agglomération Saint-Germain Seine et Forêts ;
- la communauté de communes Maisons-Mesnil dans les Yvelines ;
- auxquelles s'adjoindrait  la commune de Bezons dans le Val-d'Oise, jusqu'alors membre de la communauté d'agglomération Argenteuil-Bezons compte tenu de la délibération prise par la commune d'Argenteuil demandant à rejoindre la Métropole du Grand Paris, le nouvel ensemble réunissant 340 500 habitants[1],[2].

Ce projet, bien que rejeté par la plupart des conseils municipaux concernés qui refusaient notamment l'inclusion de la commune de Bezons dans la nouvelle intercommunalité,, a été entériné par le schéma régional de coopération intercommunale approuvé par le préfet de région le 4 mars 2015.
La Communauté d'agglomération Saint-Germain Boucles de Seine a ainsi été créée par un arrêté préfectoral du 1er janvier 2016 mais elle a été aussitôt contestée devant le tribunal administratif par certaines des communes concernées.
Le tribunal administratif de Versailles a annulé le 20 avril 2018 l'arrêté préfectoral fixant son périmètre, ce qui aurait pu mener à son éclatement et au retour aux anciennes intercommunalités. Les maires de la communauté ont alors fait part de leur nouvelle inquiétude sur les conséquences de cette annulation souhaitée : Pierre Fond, président de la CASGBS estimant qu’il faudrait en fin de compte la conserver en l’état : « Le temps a permis de réaliser du bon travail, de faire avancer un certain nombre de dossiers. Je sais qu’il y a des difficultés et je ne les sous-estime pas mais aujourd’hui, la CASGBS a du sens. Mais on peut exprimer des souhaits et je défendrai devant le préfet le périmètre actuel »,,. Rebondissement : un nouvel arrêté a été pris en octobre 2018 par le préfet des Yvelines, recréant cette intercommunalité sur exactement le même périmètre ; il a été approuvé par l'ensemble des communes en avril 2019.
Le 1er janvier 2019, Fourqueux a été absorbée par Saint-Germain-en-Laye, qui devient une commune nouvelle, réduisant de ce fait le nombre de communes regroupées au sein de la CASGBS à 19.
En 2023, la Chambre régionale des comptes a observé qu'elle est la Communauté d'agglomération la moins intégrée de France. Elle exerce peu de compétences et n’exerce pas pleinement celles qu’elle détient. Cette situation se traduit financièrement par un reversement de plus de 75 % de ses ressources fiscales aux communes membres et par un niveau d’investissement neuf fois plus faible que la moyenne des communautés d’agglomération de la même strate. https://www.ccomptes.fr/sites/default/files/2023-12/rapport_en_bref_st-germain-boucles-seine.pdf
En effet, depuis plusieurs années, cette communauté d'agglomération de l'Ouest parisien est parfois considérée comme une « banque suisse distribuant des dividendes à ses communes membres ». https://www.leparisien.fr/val-d-oise-95/bezons-l-opposition-municipale-reve-du-grand-paris-02-02-2019-8002635.php

## Territoire communautaire

### Géographie
La superficie de la communauté d'agglomération Saint-Germain Boucles de Seine est de 144 166,44 ha

### Composition
La communauté d'agglomération est composée des 19 communes suivantes :

| Nom                   | Code Insee | Gentilé         | Superficie (km2) | Population (dernière pop. légale) | Densité (hab./km2) |
| --------------------- | ---------- | --------------- | ---------------- | --------------------------------- | ------------------ |
| Le Pecq (siège)       | 78481      | Alpicois        | 2,84             | 15 858 (2022)                     | 5 584              |
| Aigremont             | 78007      | Aigremontois    | 3                | 1 082 (2022)                      | 361                |
| Bezons                | 95063      | Bezonnais       | 4,16             | 34 314 (2022)                     | 8 249              |
| Carrières-sur-Seine   | 78124      | Carrillons      | 5,02             | 15 002 (2022)                     | 2 988              |
| Chambourcy            | 78133      | Camboriciens    | 7,87             | 5 826 (2022)                      | 740                |
| Chatou                | 78146      | Catoviens       | 5,08             | 30 054 (2022)                     | 5 916              |
| Croissy-sur-Seine     | 78190      | Croissillons    | 3,44             | 10 580 (2022)                     | 3 076              |
| L'Étang-la-Ville      | 78224      | Stagnovillois   | 5,38             | 4 915 (2022)                      | 914                |
| Houilles              | 78311      | Ovillois        | 4,43             | 33 617 (2022)                     | 7 588              |
| Louveciennes          | 78350      | Louveciennois   | 5,37             | 7 744 (2022)                      | 1 442              |
| Maisons-Laffitte      | 78358      | Mansonniens     | 6,75             | 22 855 (2022)                     | 3 386              |
| Mareil-Marly          | 78367      | Mareillois      | 1,77             | 3 984 (2022)                      | 2 251              |
| Marly-le-Roi          | 78372      | Marlychois      | 6,54             | 16 619 (2022)                     | 2 541              |
| Le Mesnil-le-Roi      | 78396      | Mesnilois       | 3,25             | 6 340 (2022)                      | 1 951              |
| Montesson             | 78418      | Montessonnais   | 7,36             | 14 606 (2022)                     | 1 985              |
| Le Port-Marly         | 78502      | Marlyportains   | 1,44             | 5 583 (2022)                      | 3 877              |
| Saint-Germain-en-Laye | 78551      | Saint-Germanois | 51,94            | 45 286 (2022)                     | 872                |
| Sartrouville          | 78586      | Sartrouvillois  | 8,46             | 51 570 (2022)                     | 6 096              |
| Le Vésinet            | 78650      | Vésigondins     | 5                | 15 712 (2022)                     | 3 142              |

### Démographie
| 1968    | 1975    | 1982    | 1990    | 1999    | 2006    | 2011    | 2016    | 2022    |
| ------- | ------- | ------- | ------- | ------- | ------- | ------- | ------- | ------- |
| 272 744 | 296 249 | 302 741 | 313 963 | 315 133 | 329 957 | 333 624 | 334 123 | 341 547 |

## Organisation

### Siège
Le siège de la communauté d'agglomération est au Pecq, 66 route de Sartrouville.

### Élus
La communauté d'agglomération est administrée par un conseil communautaire constitué, pour le mandat 2020-2026, de 91 conseillers municipaux représentant chacune des communes membres, et répartis comme suit, sensiblement à proportion de leur population :

- 14 délégués pour Sartrouville ;

- 11 pour Saint-Germain-en-Laye ;

- 8 délégués pour Bezons, Chatou et Houilles ;

- 6 délégués pour Maisons-Laffitte ;

- 5 délégués pour Marly-le-Roi ;

- 4 délégués pour Carrières-sur-Seine, Le Pecq, Le Vésinet et Montesson ;

- 3 délégués pour Croissy-sur-Seine ;

- 2 délégués pour Chambourcy, Le Mesnil-le-Roi, Le Port Marly, L'Étang-la-Ville et Louveciennes ;

- 1 délégué  pour Aigremont et Mareil-Marly.
Le 6 juillet 2020, le conseil communautaire renouvelé à la suite des élections municipales de 2020 a réélu son président, Pierre Fond, maire de Sartrouville, ainsi que ses 15 vice-présidents, qui sont : 
1. Arnaud Péricard, maire de Saint-Germain-en-Laye, chargé de l'Eau et assainissement
2. Laurence Bernard, maire du Pecq, chargée des Transports Ouest
3. Éric Dumoulin, maire de Chatou, chargé des Finances et fiscalité
4. Jacques Myard, maire de Maisons-Laffitte, chargé de l'Aménagement du territoire, Urbanisme et Renouvellement urbain
5. Jean-Yves Perrot, maire de Marly-le-Roi, chargé de l'Environnement et économie circulaire
6. Julien Chambon, maire de Houilles, chargé de l'Habitat, Logement et Gestion des aires d'accueil
7. Jean-Roger Davin, maire de Croissy-sur-Seine, chargé des Transports Est
8. Pierre Morange, maire de Chambourcy, chargé de l'Attractivité, aide à l'implantation et nouvelles filières
9. Arnaud de Bourousse, maire de Carrières-sur-Seine, chargé de l'Attractivité, promotion des réseaux d'entreprises et des pépinières
10. Pierre-François Viard, maire de Louveciennes, chargé du Développement touristique et valorisation du patrimoine
11. Serge Caseris, maire du Mesnil-le-Roi, chargé de la Contractualisation et soutien aux communes
12. Nicole Bristol, maire de Montesson, chargée de la GEMAPI et de la préservation de la biodiversité
13. Bruno Coradetti, maire du Vésinet, chargé de la Mutualisation
14. Cédric Pemba-Marine, maire du Port-Marly, chargé des Ressources humaines et affaires générales
15. Nessrine Menhaouara, maire de Bezons, chargée de l'attractivité, de la coopération interdépartementale et des NTIC.

Le bureau de la communauté d'agglomération pour la mandature 2020-2026 est constitué du président, des 15 vice-présidents et de 3 conseillers communautaires délégués, qui sont : 
1. Daniel Cornalba, maire de l'Etang-la-Ville, chargé de la Nature en ville et Protection des forêts
2. Dominique Lafon, maire de Mareil-Marly, chargé de la Veille et coordination sanitaire
3. Samuel Benoudiz, maire d'Aigremont, chargé de l'Appui technique réseaux

### Liste des présidents
| Période         | Période                      | Identité    | Étiquette | Qualité |
| --------------- | ---------------------------- | ----------- | --------- | --- |
| 18 janvier 2016 | En cours (au 9 juillet 2020) | Pierre Fond | LR        | Maire de Sartrouville (1995 → ) Conseiller général puis départemental du canton de Sartrouville (1998 → ) Président de l'ex-communauté d'agglomération de la Boucle de la Seine (2014 → 2015) Réélu pour le mandat 2020-2026 |

### Compétences
L'intercommunalité exerce les compétences qui ont été transférées par les communes membres, dans les conditions définies par le code général des collectivités territoriales. Il s'agit de[réf. nécessaire] :
Compétences obligatoires
- Développement économique
- Aménagement de l’espace communautaire
- Équilibre social de l’habitat
- Politique de la ville
- Accueil des gens du voyage
- Collecte et traitement des déchets des ménages et déchets assimilés

Compétences optionnelles
- Voirie et parcs de stationnement d’intérêt communautaire
- Protection et mise en valeur de l’environnement et du cadre de vie
- Construction, aménagement, entretien et gestion d’équipements culturels et sportifs d’intérêt communautaire (Réseau des Médiathèques : Boucle des Médiathèques[19] )

Compétences facultatives
- Études et travaux nécessaires à la desserte en Haut-Débit du territoire
- Pistes cyclables d’intérêt communautaire

### Régime fiscal et budget
L'intercommunalité, comme toutes les communautés d'agglomération, est un établissement public de coopération intercommunale à fiscalité propre.
Afin de financer l'exercice de ses compétences, l'intercommunalité perçoit la fiscalité professionnelle unique (FPU) – qui a succédé à la taxe professionnelle unique (TPU) – et assure une péréquation de ressources entre les communes résidentielles et celles dotées de zones d'activité.